# Graniti

Ubicació de Graniti dins de la província

Graniti (sicilià Graniti) és un municipi italià, dins de la ciutat metropolitana de Messina. L'any 2007 tenia 1.530 habitants. Limita amb els municipis d'Antillo, Castiglione di Sicilia (CT), Gaggi, Mongiuffi Melia i Motta Camastra.

## Administració
| Període | Identitat        | Partit               |
| ------- | ---------------- | -------------------- |
| 2005-   | Marcello D'Amore | Alleanza Democratica |